# Battello foraneo

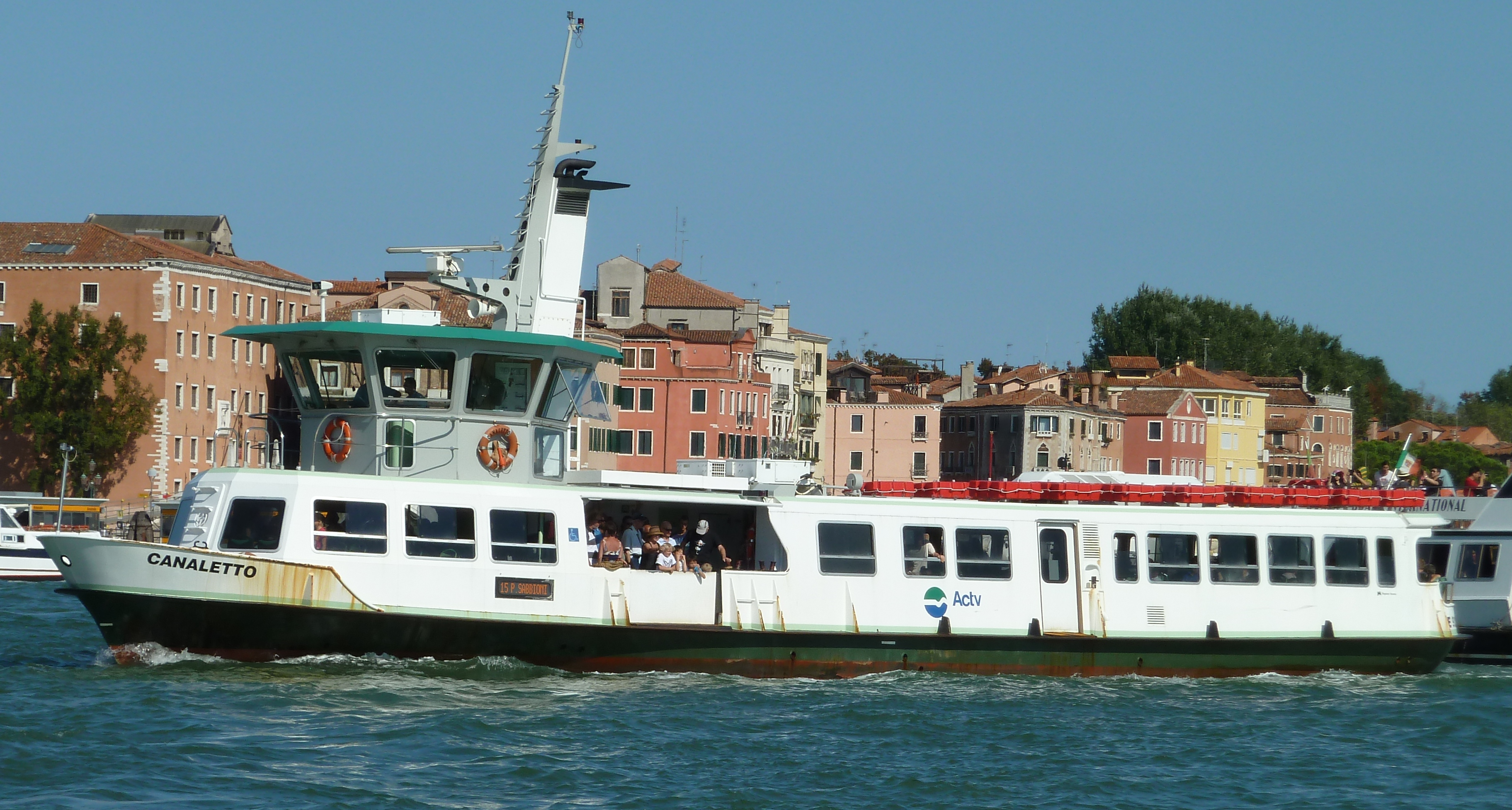
Battello foraneo di classe 400

Il Battello foraneo è un tipo di imbarcazione usato a Venezia.

## Descrizione
Simile per forma al vaporetto, il battello foraneo si caratterizza per la maggiore capienza e per il presentarsi quasi completamente chiuso, cioè privo di quei posti passeggeri all'aperto tipici dei vaporetti veneziani, soprattutto fino alla fine del '900. Si presenta anche più alto, con cabina di guida sopraelevata, non dovendo passare sotto ponti. Viene utilizzato nei collegamenti interni lagunari in alternativa alla motonave per raggiungere le isole minori quali Burano, Torcello, Punta Sabbioni, e Sant'Erasmo, e tra Chioggia e Pellestrina, in particolare nei periodi di minor flusso d'utenza.

L'aggettivo foraneo (lett. "al di fuori") deriva proprio dal suo utilizzo nelle zone più periferiche della laguna e svolge funzioni analoghe a quelle di un autobus "extraurbano".